# Odprto prvenstvo Avstralije 1996
Odprto prvenstvo Avstralije 1996 je teniški turnir, ki je potekal med 15. in 28. januarjem 1996 v Melbournu.

## Moški posamično
Boris Becker :  Michael Chang 6–2, 6–4, 2–6, 6–2

## Ženske posamično
Monica Seleš :  Anke Huber 6–4, 6–1

## Moške dvojice
Stefan Edberg /  Petr Korda :  Sébastien Lareau /  Alex O'Brien 7–5, 7–5, 4–6, 6–1

## Ženske dvojice
Chanda Rubin /  Arantxa Sánchez Vicario :  Lindsay Davenport /  Mary Joe Fernández 7–5, 2–6, 6–4

## Mešane dvojice
Larisa Neiland /  Mark Woodforde :  Nicole Arendt /  Luke Jensen 4–6, 7–5, 6–0 